# 国道5号線 (韓国)

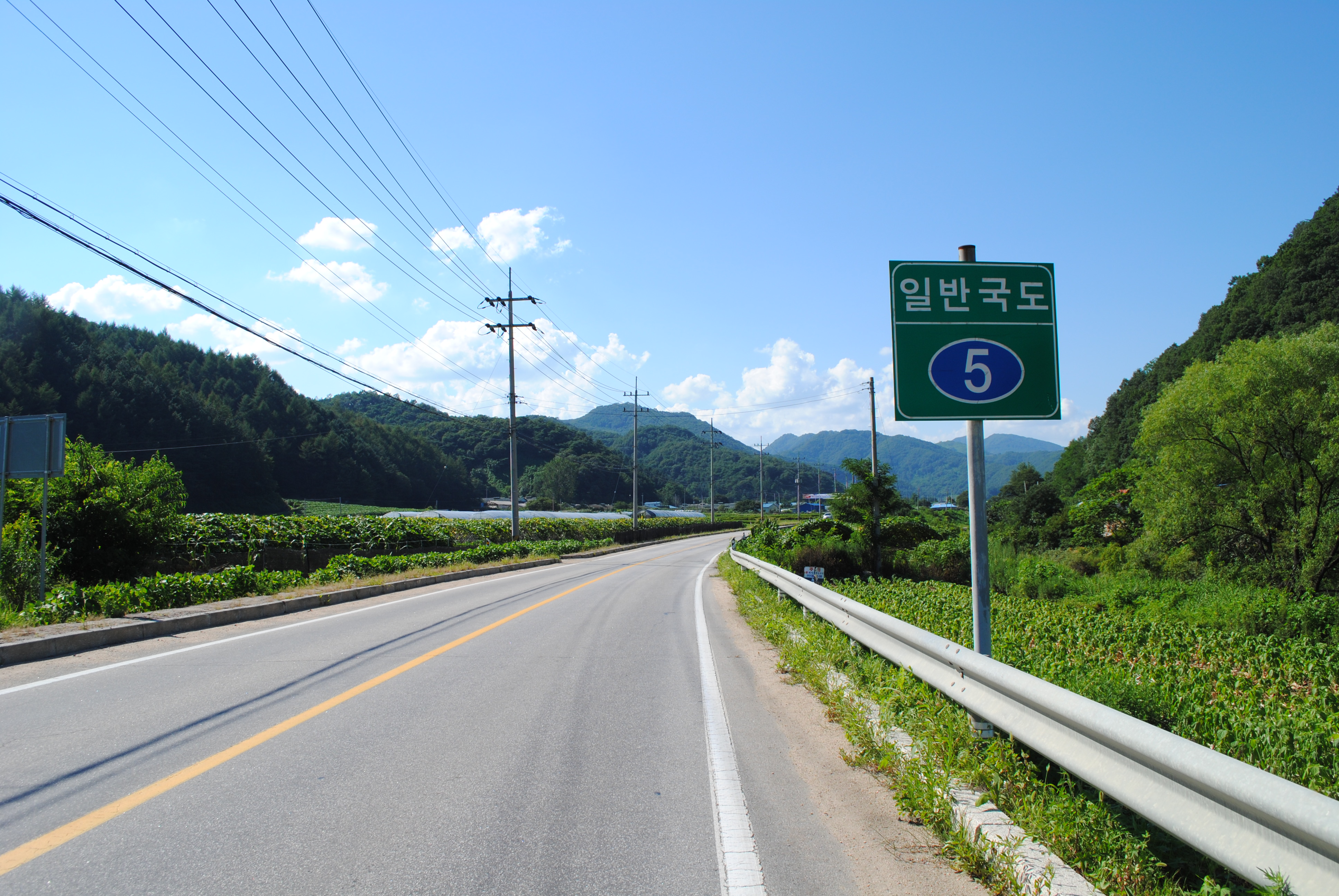
江原特別自治道華川郡を通る国道5号線

国道5号線（巨済~中江鎮線、こくどう5ごうせん、朝鮮語: 국도 제5호선）は慶尚南道巨済市延草面から平安北道慈城郡中江面をつなぐ総延長1,252kmの大韓民国の一般国道である。

## 歴史
- 1971年8月31日 : 一般国道路線指定令により国道第5号線巨済-中江鎮線になる。

## 通過する自治体
- 慶尚南道
- 大邱広域市
- 慶尚北道
- 忠清北道
- 江原特別自治道

## 交差する道路
高速道路
- 唐津-盈徳高速道路
- 中央高速道路
- ソウル-襄陽高速道路
- 中部内陸高速道路支線
- 大邱外郭循環高速道路（朝鮮語版）

国道
- 国道2号線
- 国道4号線
- 国道6号線
- 国道14号線 (韓国)
- 国道19号線 (韓国)（朝鮮語版）
- 国道25号線
- 国道26号線
- 国道28号線 (韓国)
- 国道30号線
- 国道34号線 (韓国)（朝鮮語版）
- 国道36号線 (韓国)（朝鮮語版）
- 国道38号線 (韓国)（朝鮮語版）
- 国道42号線 (韓国)（朝鮮語版）
- 国道43号線 (韓国)（朝鮮語版）
- 国道44号線 (韓国)（朝鮮語版）
- 国道46号線
- 国道56号線
- 国道59号線 (韓国)（朝鮮語版）
- 国道77号線
- 国道79号線